# ルイ・ギュスターヴ・リカール
ルイ・ギュスターヴ・リカール（Louis Gustave Ricard、1823年9月1日 - 1873年1月23日）はフランスの画家である。多くの肖像画を描いた。

## 略歴
マルセイユで生まれた。イタリア出身の家系とされ、昔の姓は"Ricoardi"と綴った。父親は成功した金融業者で、リカールはマルセイユ＝地中海美術絵画学校(École supérieure d'art et de design Marseille-Méditerranée)で学ぶことができた。マルセイユのブロンゼ(Pierre Bronzet)という肖像画家から個人教授も受けた 。1843年に父親に許されて、パリに出て、パリの国立高等美術学校(エコール・デ・ボザール)に入学し、歴史画家のレオン・コニエに学び、ルーブルで巨匠の模写をして修行し、ローマ賞に応募したが、受賞できなかった。
イタリア、オランダを旅して修行し、1850年にサロン・ド・パリに出展し、2等のメダルを受賞した。1852年には肖像画を出展し1等のメダルを受賞した。1855年のパリ万国博覧会の展覧会にも出展し、佳作となった。サロンに多くの肖像画の出展を続けたが、レジオンドヌール勲章などの受勲を逸することが続いたので、展覧会への出展をやめ、顧客の肖像画を描くことに重点を置いた。それでも、描かれる人物については容貌が気に入った人物に限って描いた。
独特な色使い、簡潔な構成で、友人の画家や著名人の肖像画を残した。リカールの作品はバイヨンヌのボナ美術館やリヨン美術館、マルセイユ美術館、モンペリエの美術館に収蔵されている。
パリで心臓発作で急死した。

## 作品

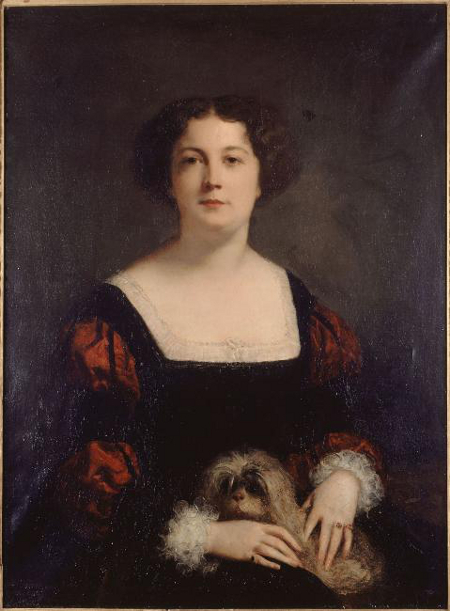
子犬を抱いた婦人(1850)
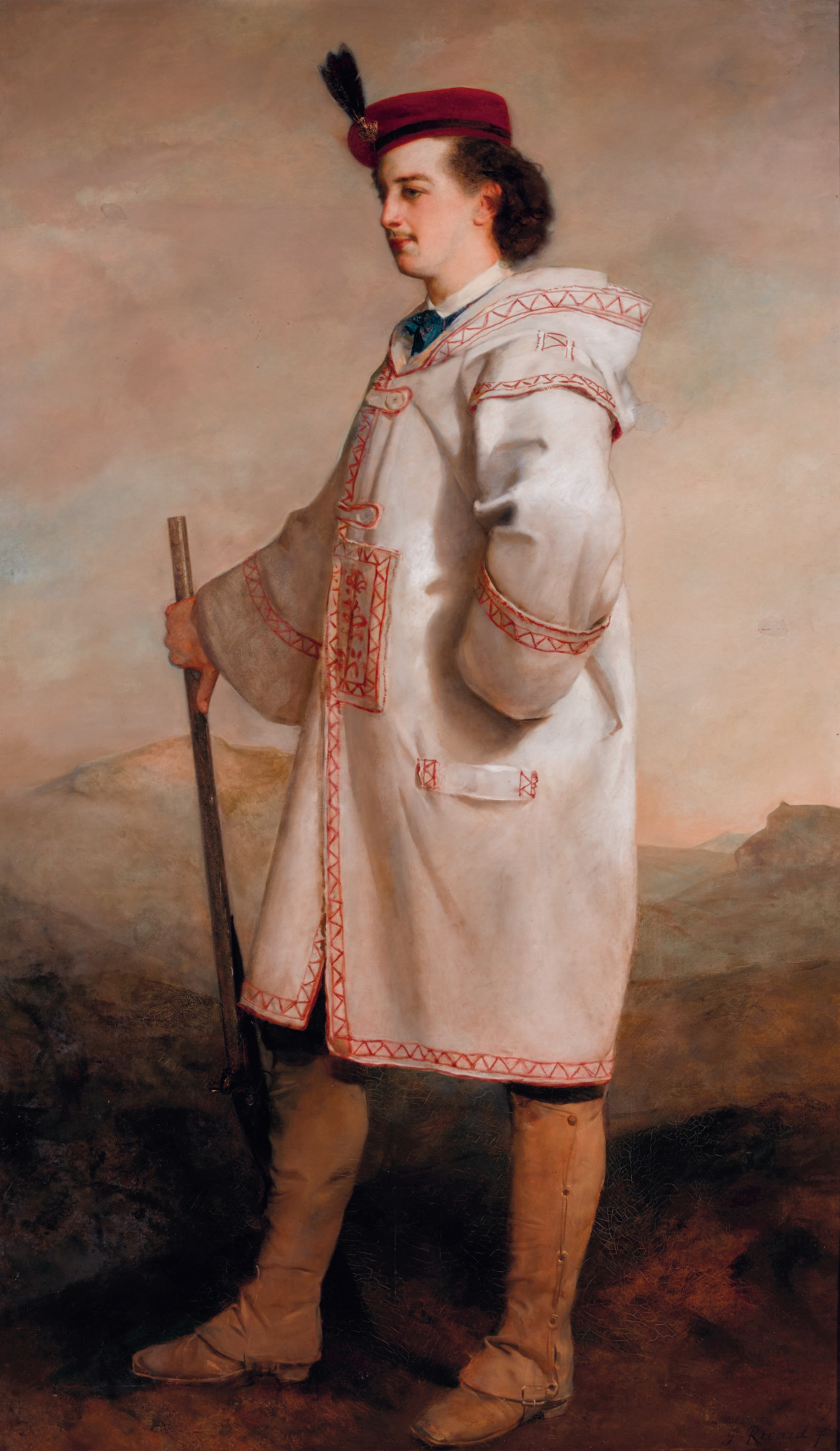
パーヴェル・パヴロヴィチ・デミドフ(1859)
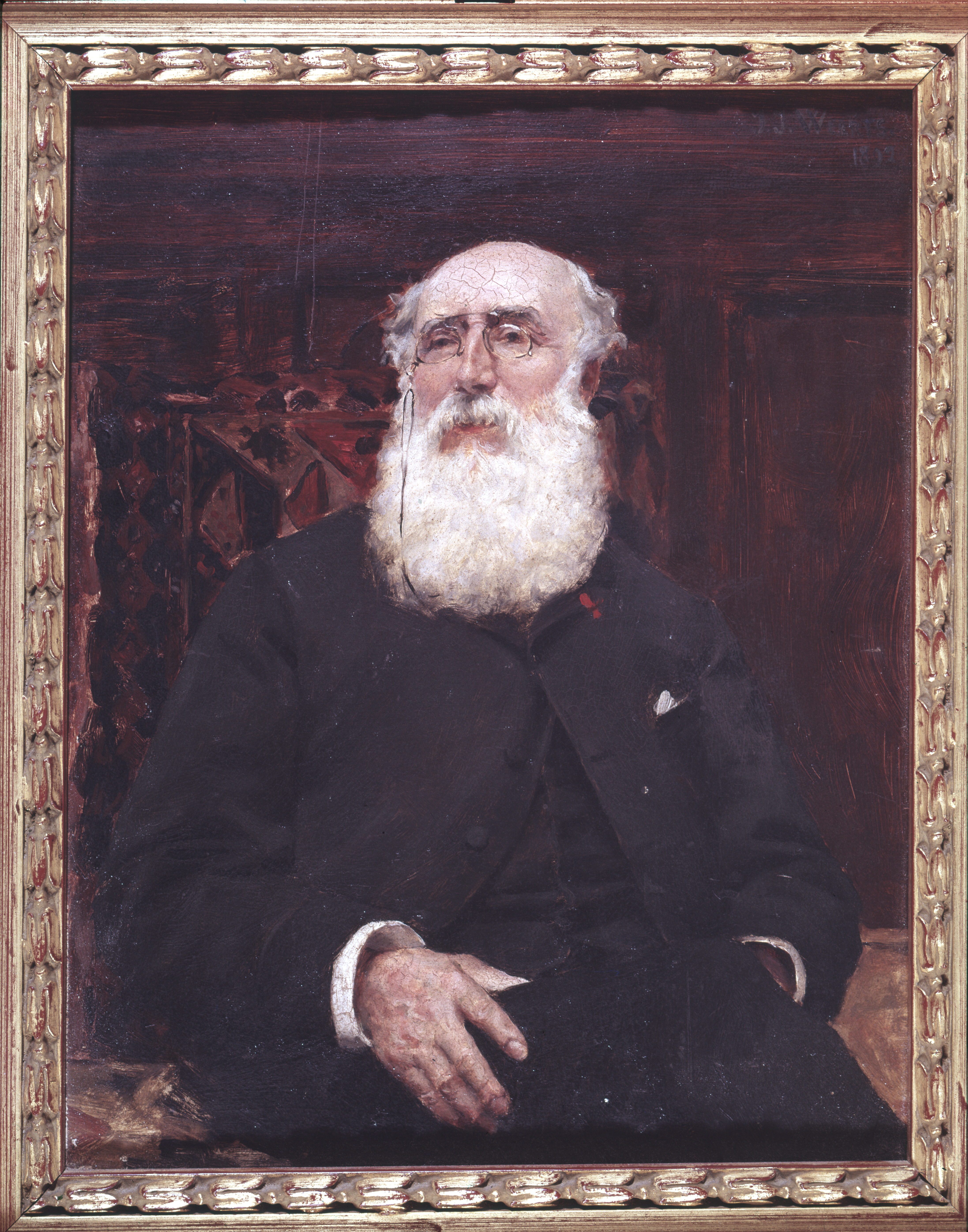
Alphonse de Calonne
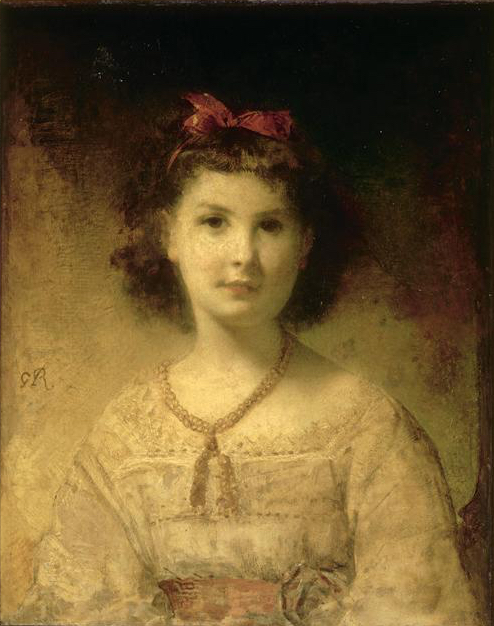
Henriette Goldschmidt (1859-1927)